# جيمس مارتن تشارلتون
جيمس مارتن تشارلتون (بالإنجليزية: James Martin Charlton)‏ هو كاتب مسرحي ومخرج بريطاني، ولد في 29 يوليو 1966.

## وصلات خارجية
- جيمس مارتن تشارلتون على موقع IMDb (الإنجليزية)